# Università storicamente afroamericane

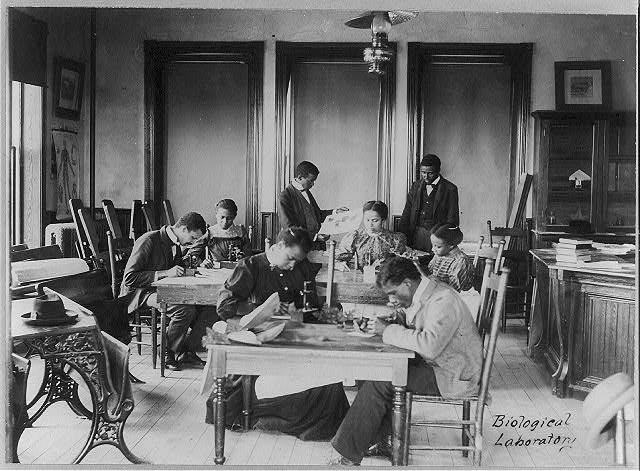
Studenti afroamericani nel laboratorio di biologia della North Carolina Agricultural and Technical State University durante l'anno 1899

Le università storicamente afroamericane (in inglese Historically black colleges and universities, o HBCU) sono università e college degli Stati Uniti nati con l'intenzione di servire le comunità afro-statunitense, la cui fondazione è anteriore all'emanazione del Civil Rights Act del 1964. 
Prima del 1964, le minoranze afroamericane erano quasi sempre escluse dalle opportunità di ricevere un'istruzione di alto livello nelle università e nei college, poiché questi erano in prevalenza riservati alla componente bianca della popolazione, tranne alcune eccezioni degne di nota, come l'Oberlin College in Ohio, che era "integrato", cioè non discriminava in base al gruppo etnico di appartenenza.
Esistono più di 100 università storicamente nere negli USA, situate solo negli Stati del sud e dell'est. Il Morehouse College e lo Spelman College sono stati descritti rispettivamente come gli equivalenti dell'Harvard College e del Radcliffe College, tra le istituzioni educative di alto livello storicamente nere. Altre importanti HIBCU sono l'Università Howard e la Tuskegee University.
Tra i personaggi famosi che si sono laureati in tali università vi sono: Andrew Young Jr., Toni Morrison, Oprah Winfrey, Martin Luther King, Medgar Evers, Rosa Parks, Thurgood Marshall, Ralph Ellison, William Edward Burghardt Du Bois e Booker T. Washington.
Nel tempo, la platea degli studenti delle università "nere" è mutata: tali istituzioni non sono necessariamente frequentate in prevalenza da appartenenti a tale minoranza etnica. Un esempio notevole si può trovare nella Virginia Occidentale, la cui popolazione è quasi per il 95% bianca, la percentuale più alta, ad eccezione dei tre Stati settentrionali del New England. Già nel 1964, il West Virginia State College aveva un corpo studentesco formato per più dell'80% da bianchi. Comunque, durante tutto questo periodo, l'amministrazione del WVSC è stata soprattutto afro-statunitense.